# C'est la chanson de mon amour
"C'est la chanson de mon amour" (tradução portuguesa: "É a canção do meu amor") foi a canção que representou a Suíça no Festival Eurovisão da Canção 1972, interpretada em  francês por Véronique Müller. Foi a oitava canção a ser interpretada na noite do festival, a seguir à canção portuguesa "A festa da vida, interpretada por Carlos Mendes e antes da canção maltesa "L-Imħabba", interpretada por Helen & Joseph. No final, a canção suíça terminou em oitavo lugar, recebendo um total de 88 pontos.

## Autores
- Letrista: Catherine Desage
- Música: Jean-Pierre Festi
- Orquestrador: Jean-Pierre Festi

## Letra
A canção é uma balada de amor, com Müller falando sobre a referida canção.